# Josef Schaberger & Co.
Josef Schaberger & Co. GmbH war eine Gesellschaft mit Sitz im rheinland-pfälzischen Gau-Algesheim. Die Gesellschaft entwickelte und produzierte vornehmlich Festtreibstoffe.

## Geschichte
Die Josef Schaberger & Co GmbH wurde vermutlich vor 1956 von den beiden Raketenspezialisten Josef Schaberger und Gerhard Siegmund als Entwicklungsbetrieb für militärische Raketentreibstoffe und ballistische Forschung gegründet. Ab 1973 beschäftigte sich das Unternehmen auch mit der Entwicklung von chemisch-technischen Anlagen zur Produktion von Treib- und Explosivstoffen. 1974 wurde der Betrieb von der Fritz-Werner Industrieausrüstungen GmbH mit Sitz in Geisenheim übernommen. Die bestehenden Aufträge wurden abgearbeitet und das Werk 1977/78 schließlich stillgelegt.

## Vorwald-Affäre
Der breiteren Öffentlichkeit wurde das Unternehmen 1957 bekannt, als das Nachrichtenmagazin Der Spiegel über einen vorgeblichen Geheimnisverrat durch den damaligen Ministerialdirigenten, Generalleutnant Wolfgang Vorwald berichtete. Josef Schaberger hatte beim Bundesministerium der Verteidigung zusammen mit dem Nürnberger Kaufmann, Kurt Poschardt um finanzielle Unterstützung bei der Entwicklung neuartiger Fest- und Flüssigtreibstoffe nachgesucht. In diesem Zusammenhang entstand ein Empfehlungsschreiben Vorwalds, welches dann in der Folge zu staatsanwaltschaftlichen Ermittlungen führte.

## Arbeitsgebiete

### Treibstoffe und Raketen
Die Josef Schaberger & Co. GmbH beschäftigte sich mit der Entwicklung und Produktion kunststoffgebundener Festtreibstoffe und Treibmittel. Dazu wurden unter anderem im Technikumsmaßstab Oxidationsmittel wie Tetranitromethan, Nitrosylperchlorat und Hexanitroethan synthetisiert. Aus der Patentliteratur geht außerdem hervor, dass sich das Unternehmen auch mit technischen Fragestellungen zur Raketenartillerie beschäftigt hat.

### Feuerlöschrakete
Zusammen mit dem Frankfurter Brandexperten, Ernst Achilles arbeitete das Unternehmen in der Mitte der 1970er Jahre an der Entwicklung von Löschraketen, zum Einsatz auf weitläufigen Flugfeldern um die Brandbekämpfung bei Flugzeugen verbessern zu können.

### Militärische Pyrotechnik
Neben den Arbeiten an Festtreibstoffen beschäftigte sich das Unternehmen auch mit der Entwicklung kunststoffgebundener pyrotechnischer Leuchtsätze. 